# Hebetula centonis
Hebetula centonis är en tvåvingeart som först beskrevs av Debenham 1974.  Hebetula centonis ingår i släktet Hebetula och familjen svidknott. Inga underarter finns listade i Catalogue of Life.